# تشارلز فيلبس سميث
تشارلز فيلبس سميث (بالإنجليزية: Charles Phelps Smyth)‏ هو كيميائي وضابط أمريكي، ولد في 10 فبراير 1895 في برينستون في الولايات المتحدة، وتوفي في 18 مارس 1990 في بوزيمان في الولايات المتحدة.